# فويتخ كريستوف
فويتخ كريستوف، من مواليد 16 مارس 1945، حكم كرة قدم سلوفاكي دولي سابق.
حكم في كأس العالم لكرة القدم 1982 وكأس العالم لكرة القدم 1986 وفي كأس الأمم الأوروبية لكرة القدم 1984.

## روابط خارجية
- فويتخ كريستوف على موقع Soccerway.com (الإنجليزية)
- فويتخ كريستوف على موقع أوليمبيديا (الإنجليزية)